# Nina Paley
Nina Paley, född 3 maj 1968 i Urbana, Illinois, är en amerikansk animatör, serieskapare och aktivist inom rörelsen för fri kultur. Hon regisserade och animerade långfilmen Sita Sings the Blues och har tecknat en rad olika dagsstrippserier, som Nina's Adventures och Fluff. 
Hennes tidiga kortfilmer inkluderar Fetch!, The Stork och The Wit & Wisdom of Cancer. 2018 kom hennes andra långfilm, Seder-Masochism, med den judiska påsken som sammanhållande tema.

## Biografi

### Uppväxten
Paley föddes och växte upp i Urbana i Illinois, i en amerikansk-judisk familj. Hennes far Hiram Paley var matematikprofessor på University of Illinois och en period i början på 1970-talet borgmästare i staden.
Nina Paley producerade sin första offentliggjorda tecknad serie under skoltiden, där hon stod för teckningarna till History of the North Pole. Historien producerades i samarbete med den lokale historieläraren Chris Butler. Efter high school studerade hon i två års tid konst på University of Illinois.
Paleys första animerade film, gjord vid 13 års ålder, spelades in på Super-8-film. Hennes första animation i vuxen ålder blev den korta berättelsen Follow Your Bliss. Hennes andra leranimation, I Heart My Cat, fotograferades med en sovjetisktillverkad Krasnogorsk-kamera, och dessa två, tillsammans med historien "Cancer", återfanns senare på en VHS-kassett med etiketten NINA PALEY DEMO REEL 1998. 2012 bestämde sig Paley för att låta publicera dem under fri Creative Commons-licens.

### Nina's Adventures och andra verk

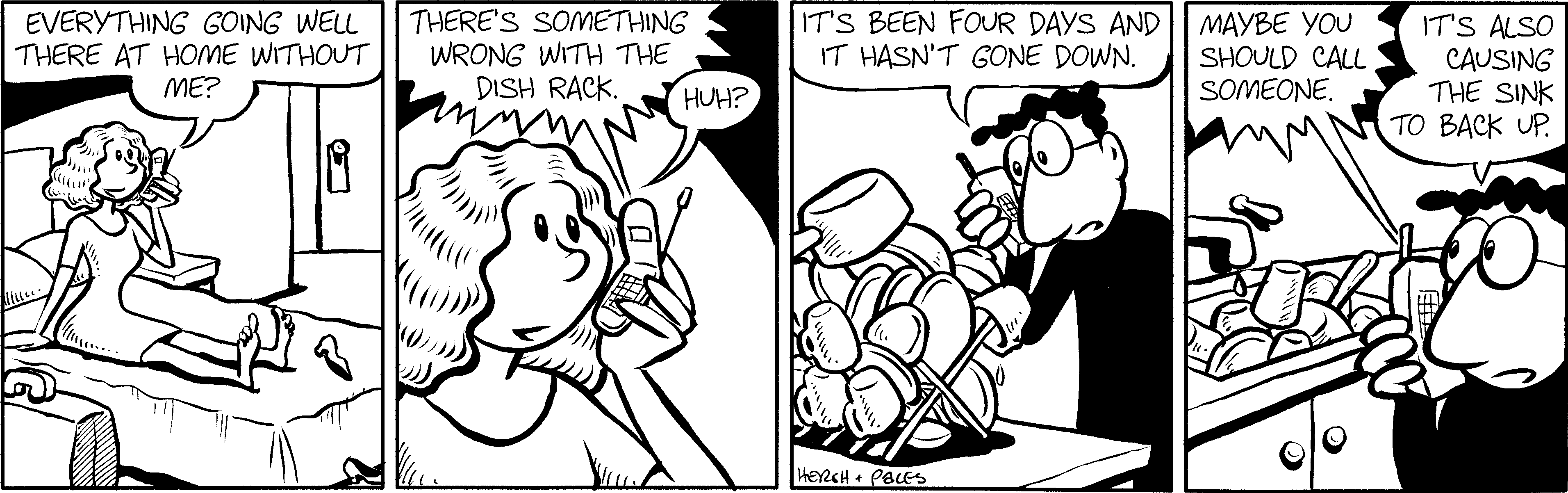
Strippserien The Hots.

1988 flyttade Paley till Santa Cruz i Kalifornien och började samtidigt producera sin egenförfattade dagsstrippsserie Nina's Adventures. 1991 år senare flyttade hon till San Francisco. 1995 började hon teckna den mer konventionella strippserien Fluff, kretsande omkring en katt med samma namn, som rönte medelmåttig framgång som syndikerad serie.
1998 började Nina Paley (åter) experimentera med animation. Året därpå producerade hon Pandorama, världens första IMAX-film som framställts utan kamera. Denna modernistiska kortfilm spreds under 2000 och 2001 på olika filmfestivaler.
2001 kom Fetch!, en tecknad kortfilm baserad på ett stort urval av optiska illusioner. Därpå påbörjade hon en serie som baserades på ett något mer kontroversiell ämne – befolkningstillväxten. I detta verk förstörs vår miljö av storkar som "flygbombar" världen med spädbarn i knyten. Den 3,5 minuter långa filmen är en sammanfattning av konflikten mellan människa och natur och resulterade 2003 i en inbjudan till Sundance Film Festival.

### Sita Sings the Blues

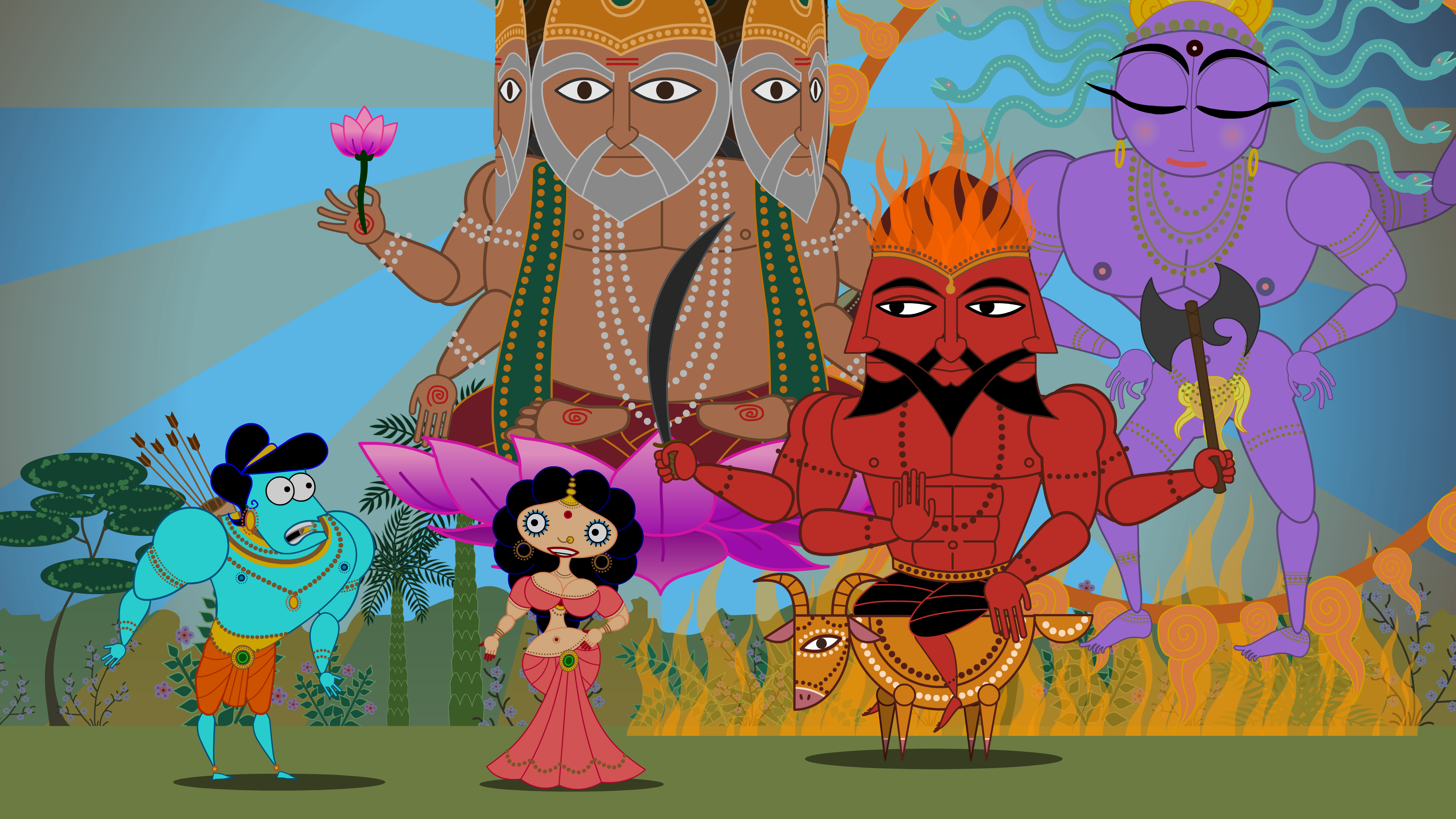
Brahma, Agni och Shiva intygar Sitas renhet, inför en chockad Rama (Sita Sings the Blues).

2002 flyttade Nina Paley till Thiruvananthapuram (Trivandrum) i södra Indien, där hennes make fått anställning. Medan hon var på besök i New York, i samband med planeringen av sin strippserie The Hots, bröt hennes make upp deras äktenskap. Paley kunde då varken återvända till Thiruvananthapuram eller San Francisco, så hon slog sig istället ned i New York-stadsdelen Brooklyn. Hon gick in i en personlig kris, vilken fick henne att se på eposet Ramayana (som hon stött på i Indien) med andra ögon. 
Ut ur det hela kom en animerad kortfilm som kombinerade ett avsnitt ur Ramayana med den sentimentala 1920-talsschlagern "Mean to Me" av jazzsångerskan Annette Hanshaw (insjungen 1929). Därefter byggde hon på fler avsnitt och annat innehåll på kortfilmen, som därigenom ut till långfilmen Sita Sings the Blues. I filmen ses det klassiska eposet ur prins Ramas fru Sitas ögon, framställt med hjälp av en mängd olika animationsstilar och tekniker. Den färdigställda versionen av verket hade premiär 11 februari 2008, vid Berlins internationella filmfestival.

### Senare verk

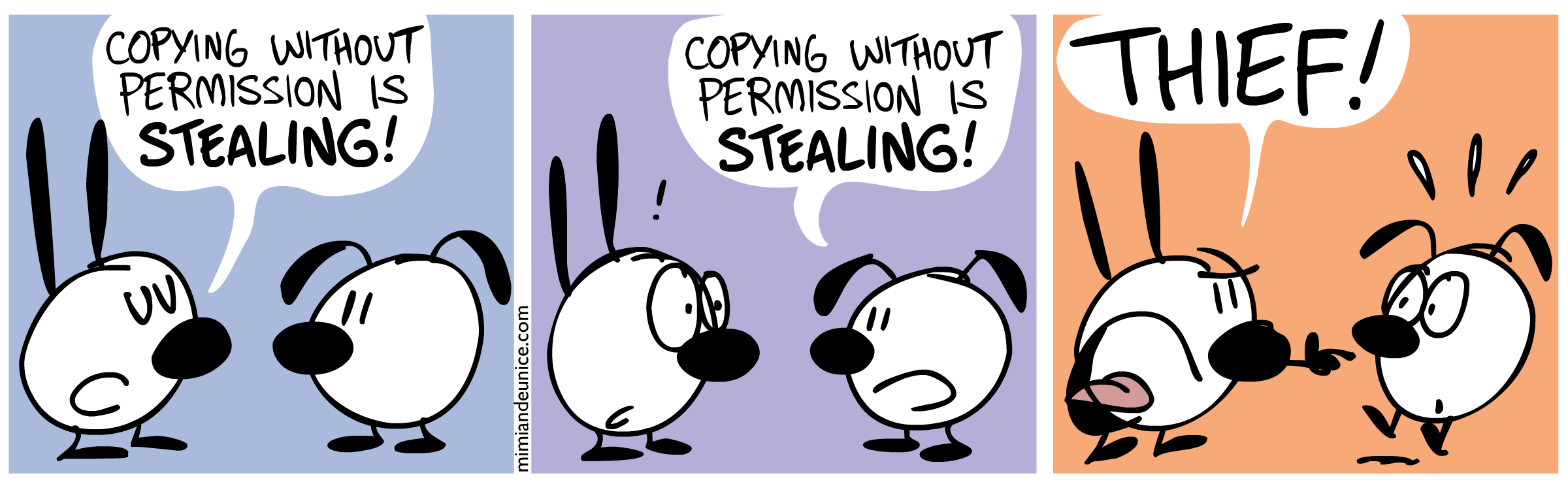
Strippserien Mimi & Eunice tar upp kultur och äganderätt.

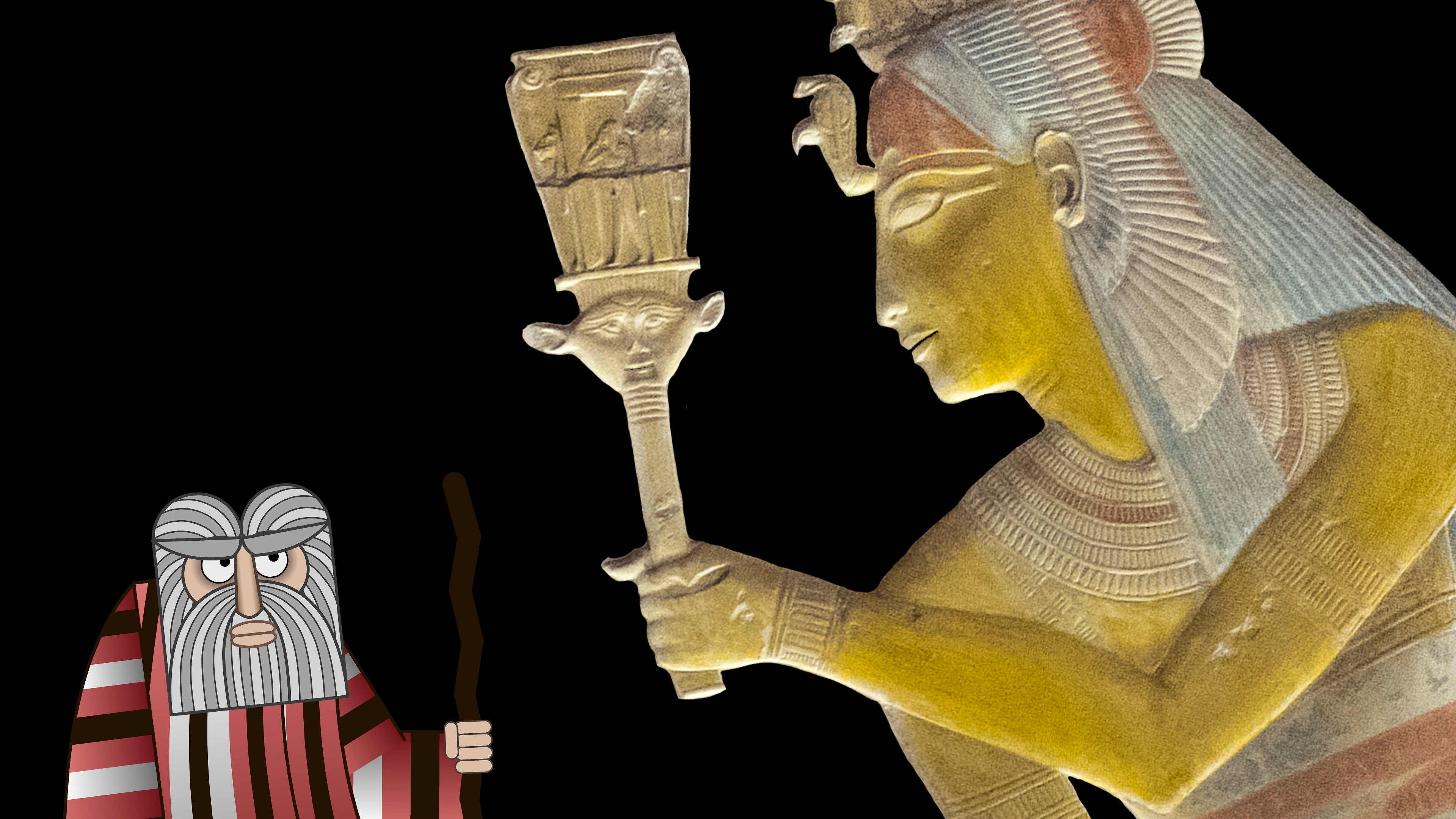
Seder-Masochism, här med Mose och Hathor.

2010 började Paley teckna en ny trerutors strippserie vid namn Mimi & Eunice. Den kretsar kring de två runda, humoristiskt tecknade huvudfigurerna och deras samtal omkring immaterialrätt.
Nina Paley påbörjade 2012 arbetet på ett projekt med namnet Seder-Masochism, en animerad oortodox tolkning av Bibelns berättelse om israeliternas uttåg ur Egypten, ljudsatt med inspelningar från seder-måltider. Paley är ateist, sitt judiska ursprung till trots, och filmen kommenterar patriarkal religion via ettrig humor.
Den första delen av projektet var ett experiment med inspelningar som finansierades via en kickstarter-tjänst. Den färdiga filmen presenterades 2018. Seder-Masochism innehåller en mängd kommersiellt skyddade musikstycken, som Paley kunnat utnyttja genom att hävda parodimöjligheten inom USA:s fair use-reglemente. Å andra sidan har detta hindrat Paley från att kunna lansera filmen kommersiellt.

### Andra aktiviteter
Paley har undervisat vid Design- och teknologisektionen av Parsons School of Design. Från och till har Paley även arbetat som frilansande regissör på Duck Studios i Los Angeles.
Nina Paley har i USA varit en återkommande gäst i det rikstäckande radioprogrammet Tom and Doug Show, sänt en gång i veckan på Pacifica Radio Network. Hon visade sin film The Wit and Wisdom of Cancer i avsnitt 304, diskuterade sin "julmotståndsrörelse" i avsnitt 336, Tom och Dougs sånger "Gangsta Knitter" och "Sooner or Later" i avsnitt 232 samt "Sita Sings the Blues" i avsnitt 361. Programledarna Toms och Dougs omarbetade version av hennes sång "Copying is Not Theft" spelades upp för henne i avsnitt 377.
På senare år har Paley även varit aktiv inom kulturdebatten runt feminism och transfrågor. 2021 startade hon och hennes vän Corinna Cohn podden Heterodorx, där Paley definierar sig själv som en TERF (transexkluderande radikalfeminist) och Cohn en transkvinna).

## Aktivism för fri kultur

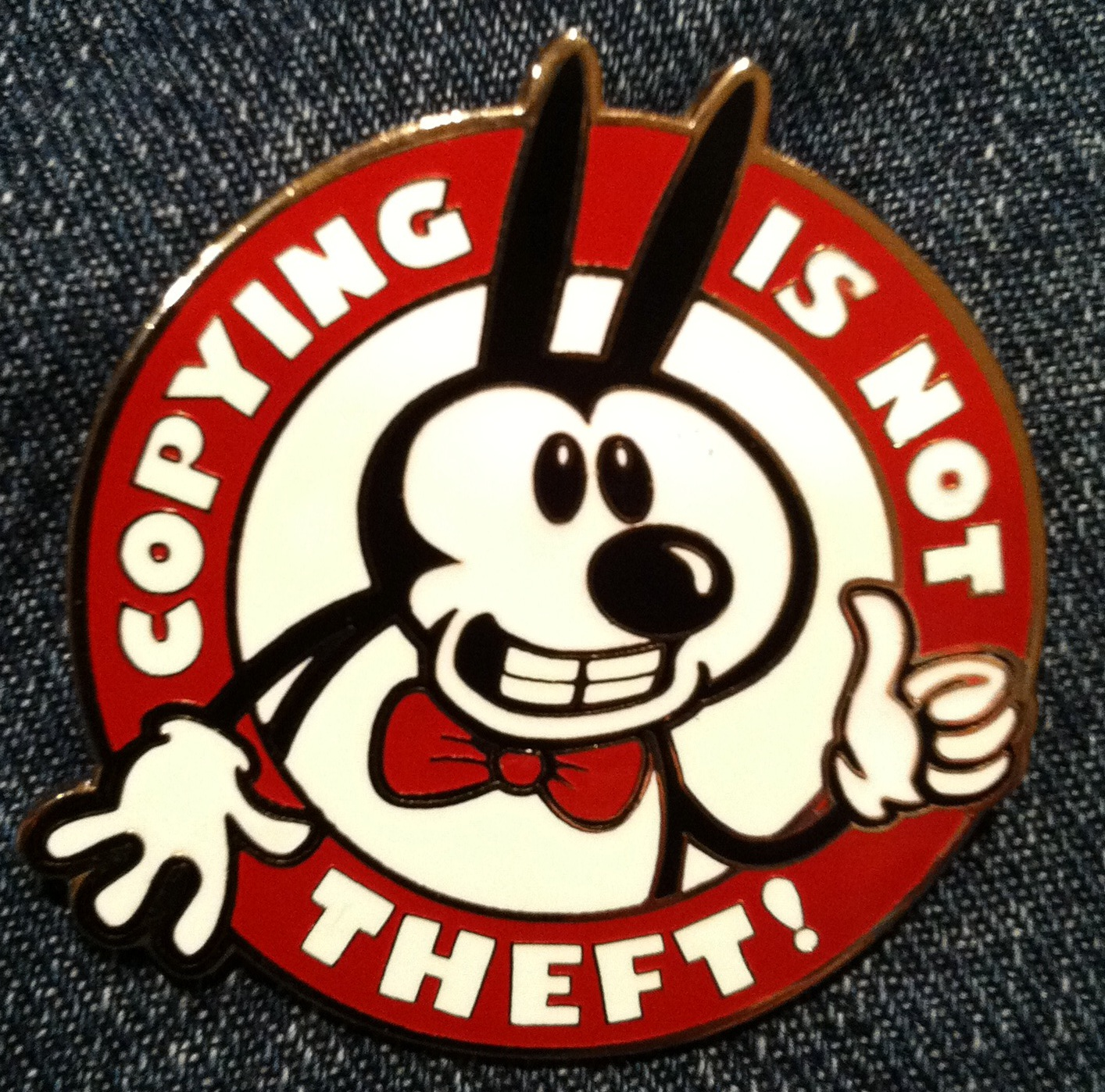
"Copying is not theft!"-knapp i Paley-formgivning.

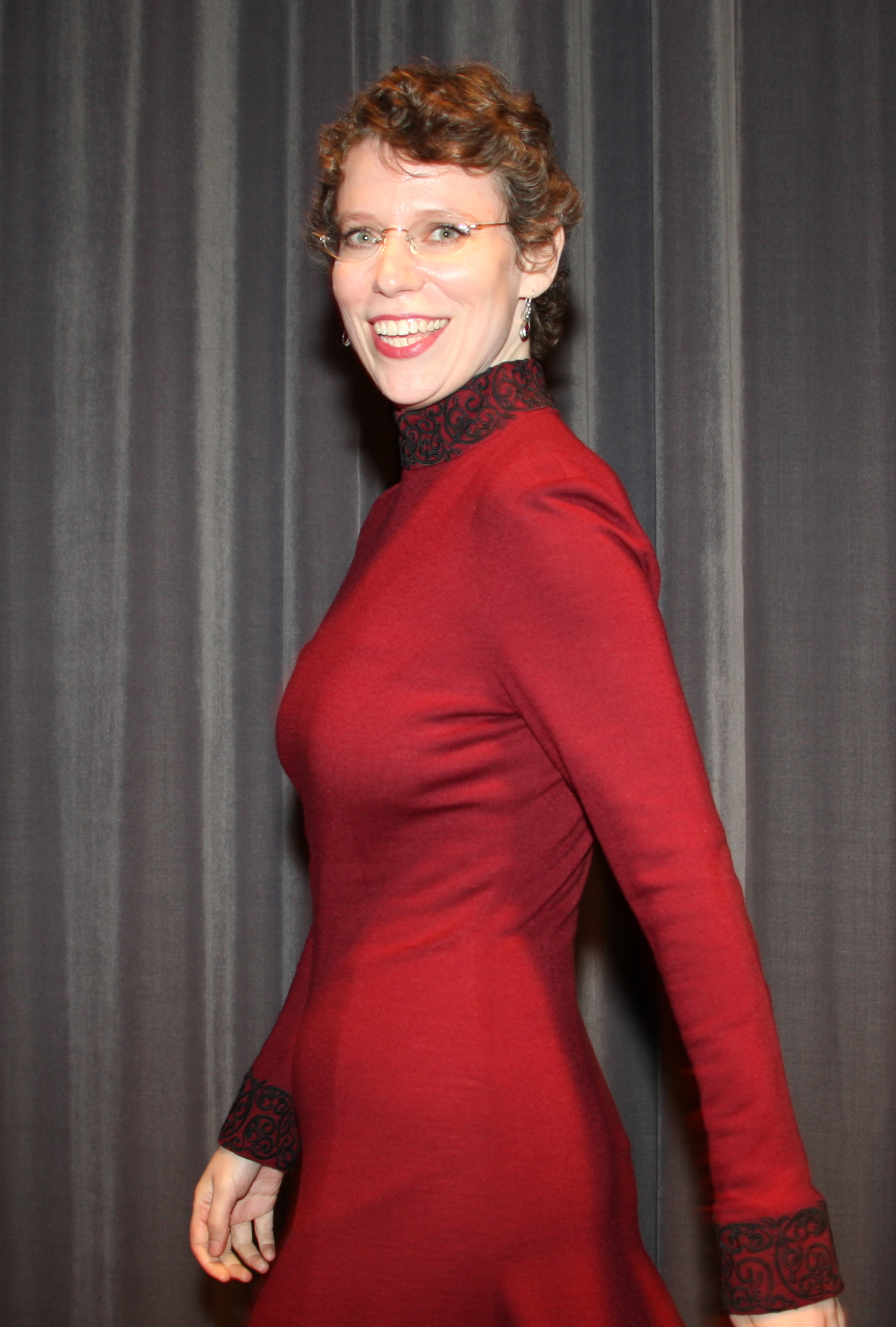
Nina Paley vid Berlinale-premiären 2008, där hennes långfilm Sita Sings the Blues hade världspremiär.

Genom svårigheterna med musikrättigheterna till Hanshaws inspelningar i samband med Sita Sings the Blues, kom Paley att engagera sig inom rörelsen för fri kultur. Sedan 2009 är hon en huskonstnär på den ideella organisationen QuestionCopyright.org, vilket inkluderar att hantera de pågående projekten "Minute Memes" och "Sita Distribution Project". "Minute Memes" är en serie korta (enminuters) videofilmer om upphovsrättshinder och konstnärlig frihet producerad av Paley. Hon har skrivit och presenterat sången "Copying Isn't Theft" i syftet att den fritt ska kunna ommixas av andra. Hon producerade också en illustrerad guidebok om idén med fritt innehåll (Understanding Free Content). Hennes serie Mimi & Eunice (se ovan) har också upphovsrättsproblem som stående tema.
Paley har planerat att publicera en stor del av sina verk – inklusive Nina's Adventures, Fluff och allt originalmaterial till Sita Sings the Blues – under en copyleft-licens. Den officiella Sita-sajten inkluderar en wiki där filmens fans bidrog med textningar på olika språk till DVD-utgåvan av filmen.
18 januari 2013 meddelade Nina Paley på sin blogg att copyright-licensen för Sita Sings the Blues hade ändrats från CC-BY-SA till CC-0. Detta medför att filmen nu är allmän egendom.

## Utmärkelser
2010 vann Paley Public Knowledge-organisationens IP3-pris "för hennes arbete för intellektuell äganderätt". Sita Sings the Blues har vunnit ett halvdussin priser vid internationella filmfestivaler, inklusive i Annecy, Berlin, Aten, Boulder och Denver.

## Verklista

### Tecknade serier
- Nina's Adventures
- Fluff
- The Hots
- Mimi & Eunice

### Filmografi
- 1998 – Cancer (Tecknad direkt på filmremsan. 2 minuter. 35mm. Färg.)
- 1998 – Luv Is... (Leranimation. 3,5 minuter. Beta SP / Super-8. Färg.)
- 1998 –  I (heart) My Cat (Leranimation. 3 minuter. 16mm. Färg.)
- 2000 –  Pandorama (Tecknad direkt på filmremsan. 3 minuter. 15perf/70mm - även känd som "IMAX". Färg)
- 2001 – Fetch![2] (2-D datoranimation. 4,5 minuter. 35mm. Färg.)
- 2002 – The Stork[3] (2-D datoranimation (Flash/Photoshop/Final Cut Pro). 3 minuter. Video. Färg.)
- 2002 – Goddess of Fertility (2-D digital animation. 2 minuter. Leranimation på glas. 35mm. Färg.)
- 2002 – Fertco  (2-D digital animation. 3 minuter. Färg. Video.)
- 2002 – The Wit and Wisdom of Cancer[4] (2-D digital animation. 4,5 minuter. Dialog. Video. Färg.)
- 2003–2008 – Sita Sings the Blues (82 minuter, 2-D digital animation. Färg.)
- 2018 – Seder-Masochism